# Wall (Dakota del Sur)
Wall es un pueblo ubicado en el condado de Pennington en el estado estadounidense de Dakota del Sur. En el Censo de 2010 tenía una población de 766 habitantes y una densidad poblacional de 133,58 personas por km².

## Geografía
Wall se encuentra ubicado en las coordenadas 43°59′30″N 102°14′33″O / 43.99167, -102.24250. Según la Oficina del Censo de los Estados Unidos, Wall tiene una superficie total de 5.73 km², de la cual 5.61 km² corresponden a tierra firme y (2.17%) 0.12 km² es agua.

## Demografía
Según el censo de 2010, había 766 personas residiendo en Wall. La densidad de población era de 133,58 hab./km². De los 766 habitantes, Wall estaba compuesto por el 88.9% blancos, el 0.13% eran afroamericanos, el 7.05% eran amerindios, el 0.13% eran asiáticos, el 0% eran isleños del Pacífico, el 0% eran de otras razas y el 3.79% pertenecían a dos o más razas. Del total de la población el 1.04% eran hispanos o latinos de cualquier raza.